# Turkestan russo
Il Turkestan russo (in russo Русский Туркестан?, Russkij Turkestan), amministrativamente organizzato come Governo generale del Turkestan (in russo Туркестанское генерал-губернаторство?) era la parte occidentale del Turkestan all'interno dei territori dell'Asia centrale dell'Impero russo. Era amministrato come krai (territorio) o gubernija. L'area comprendeva la regione delle oasi a sud della steppa kazaka, ma non i protettorati dell'Emirato di Bukhara e del Khanato di Khiva.

## Storia

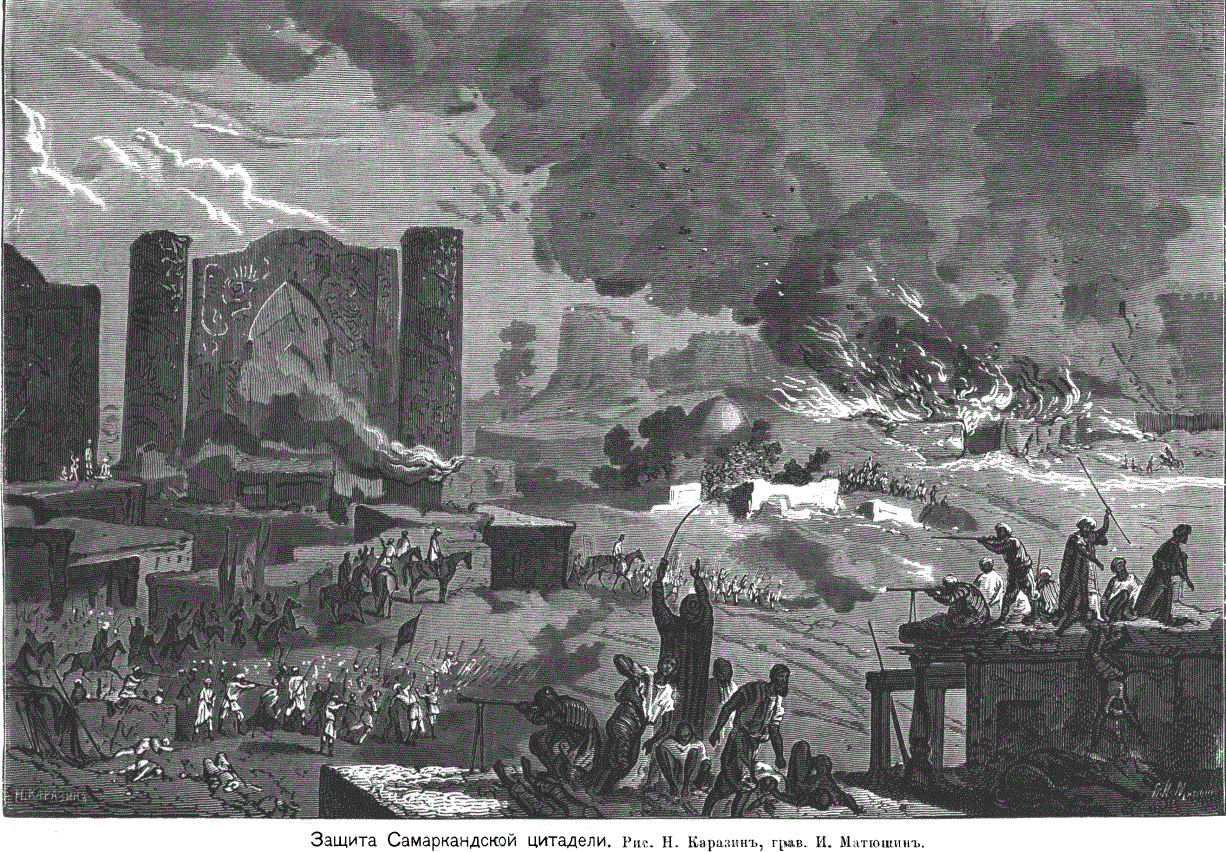
La difesa della cittadella di Samarcanda nel 1868

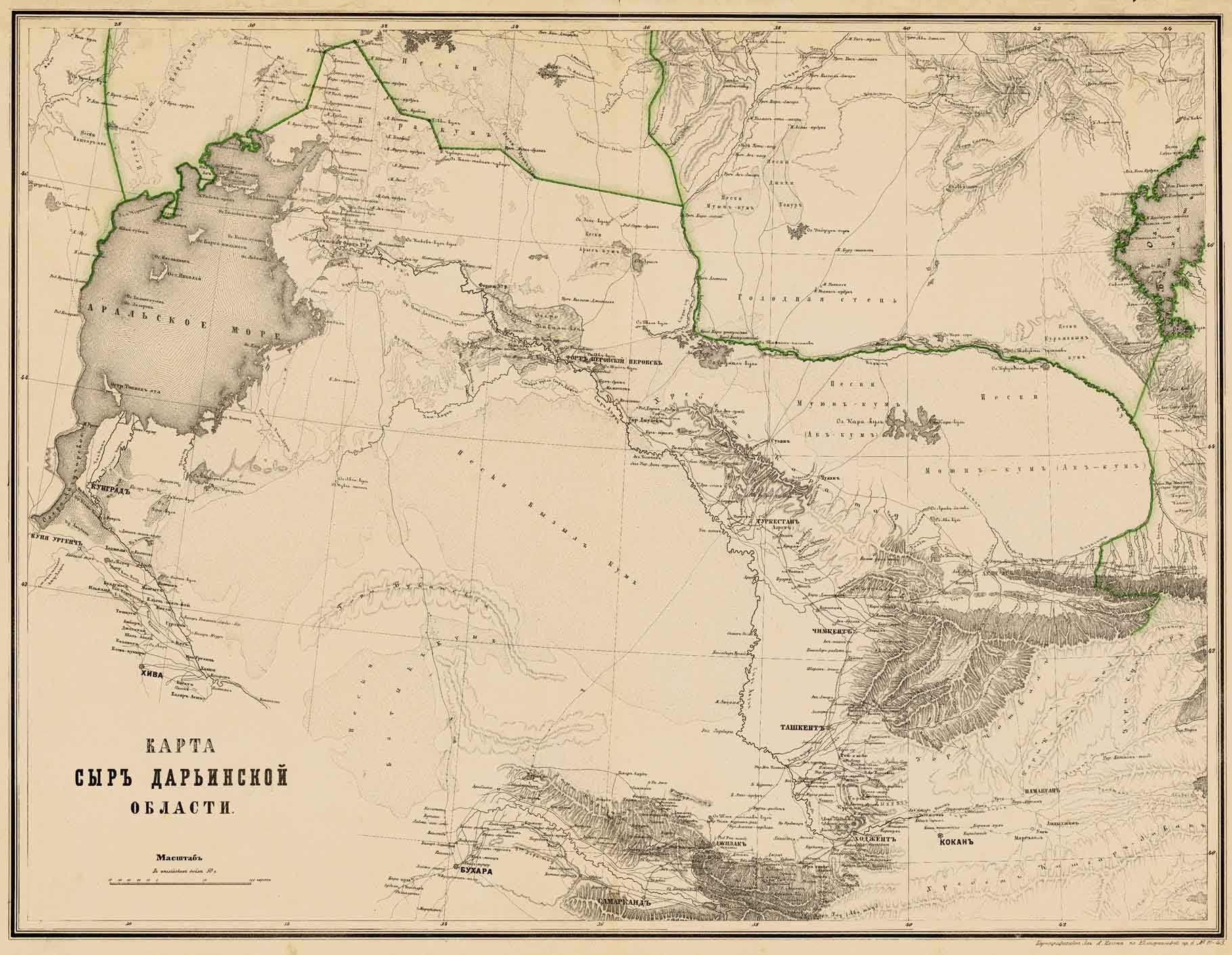
Mappa dell'Oblast' di Syr-Darya nel 1872

### Istituzione
Sebbene la Russia si fosse spinta a sud nelle steppe da Astrachan' e Orenburg dalla fallita spedizione di Khiva di Pietro il Grande nel 1717, l'inizio della conquista russa del Turkestan è normalmente datato al 1865. Quell'anno le forze russe presero la città di Tashkent sotto la guida del generale Michail Černjaev espandendo i territori dell'oblast' del Turkestan (parte del Governatorato generale di Orenburg). Černjaev aveva oltrepassato i suoi ordini (all'epoca aveva solo 3.000 uomini al suo comando) ma San Pietroburgo riconobbe comunque l'annessione. Questa fu rapidamente seguita dalla conquista di Khodzhent, Dzhizak e Ura-Tyube, culminata nell'annessione di Samarcanda e della regione circostante sul fiume Zeravshan dall'Emirato di Bukhara nel 1868, formando l'Okrug di speciale Zeravsh del Turkestan.
Un resoconto della conquista russa di Tashkent fu scritto in "Urus leshkerining Türkistanda tarikh 1262–1269 senelarda qilghan futuhlari" dal Mullah Khalibay Mambetov.

### Espansione
Nel 1867 il Turkestan fu organizzato come Governo generale separato, sotto il suo primo governatore generale, Konstantin Petrovich Von Kaufman. La sua capitale era Tashkent e comprendeva inizialmente tre oblast' (province): l'oblast' di Syr Darya, l'oblast' di Semireč'e e l'okrug di Zeravshan (poi oblast' di Samarcanda). A queste si aggiunse nel 1873 la Divisione dell'Amu Darya (in russo отдел?, otdel), annessa al Khanato di Khiva, e nel 1876 l'oblast' di Fergana, formata dalla restante parte del Khanato di Kokand che fu sciolto dopo una rivolta nel 1875. Nel 1894, l'oblast' della Transcaspia (che era stata conquistata nel 1881-1885 dai generali militari Michail Skobelev e Michail Annenkov) fu aggiunta al Governo generale.

### Colonizzazione
L'amministrazione della regione ebbe un carattere quasi puramente militare. Von Kaufman morì nel 1882 e un comitato guidato da Fedor Karlovich Giers (o Girs, fratello del ministro degli Esteri russo Nikolay Karlovich Giers) visitò il Krai ed elaborò proposte di riforma, che furono attuate dopo il 1886. Nel 1888 la nuova ferrovia transcaspica, avviata a Uzun-Ada sulle rive del Mar Caspio nel 1877, raggiunse Samarcanda. Tuttavia il Turkestan rimase un avamposto coloniale isolato, con un'amministrazione che conservava molte caratteristiche distintive dei precedenti regimi islamici, inclusi i tribunali dei qadi e un'amministrazione "nativa" che decentrava molto potere agli "aksakal" locali (anziani o capi). Si differenziò abbastanza dalla Russia europea. Nel 1908 il conte Konstantin Konstantinovič Pahlen guidò un'altra commissione di riforma in Turkestan, che produsse nel 1909-1910 un rapporto monumentale che documentava la corruzione e l'inefficienza amministrativa. Il movimento di riforma educativa dei Jadid che aveva origine tra i tatari si diffuse tra i musulmani dell'Asia centrale sotto il dominio russo.
Una politica di implementazione deliberata di istruzione islamica conservatrice antimoderna, tradizionale e antica nelle scuole e di ideologia islamica fu attuata dai russi al fine di ostacolare e distruggere deliberatamente l'opposizione al loro governo mantenendoli in uno stato di torpore e impedire alle ideologie straniere di penetrare.
I russi implementarono la turchizzazione sui tagiki di Fergana e Samarcanda sostituendo la lingua tagika con l'uzbeko. A Samarcanda di conseguenza la lingua uzbeka divenne dominante sebbene, nei decenni precedenti, era il tagico la lingua dominante a Samarcanda.

### Basmachi
Nel 1897 la ferrovia raggiunse Tashkent e nel 1906 infine fu aperto un collegamento ferroviario diretto con la Russia europea attraverso la steppa da Orenburg a Tashkent. Ciò portò a un numero molto maggiore di coloni di etnia russa che fluivano in Turkestan rispetto a quanto non fosse stato fino ad allora. Il loro insediamento era supervisionato da un Dipartimento per la migrazione appositamente creato a San Pietroburgo (in russo Переселенческое Управление, Amministrazione del reinsediamento). Ciò causò un notevole malcontento tra la popolazione locale poiché questi coloni portavano via le loro scarse risorse idriche e di terra. Nel 1916 il malcontento esplose nella rivolta dei basmachi, innescata da un decreto che arruolava i nativi in battaglioni di lavoro (in precedenza erano stati esentati dal servizio militare). Migliaia di coloni furono uccisi e l'evento fu accompagnato da rappresaglie russe, in particolare contro la popolazione nomade. Per sfuggire ai russi che li massacravano nel 1916, uzbeki, kazaki e kirghisi fuggirono in Cina. Lo Xinjiang divenne un rifugio per i kazaki in fuga dai russi dopo che i musulmani dovettero affrontare la coscrizione da parte del governo russo. Turkmeni, kirghisi e kazaki furono tutti colpiti dall'insurrezione del 1916 causata dalla coscrizione decretata dal governo russo. La coscrizione della corvée fu emessa il 25 giugno 1916. L'ordine non fu realmente ripristinato fino alla Rivoluzione di febbraio nel 1917. Questo periodo avrebbe inaugurato un capitolo ancora più sanguinoso nella storia del Turkestan, poiché i bolscevichi del Soviet di Tashkent lanciarono un attacco al governo autonomo Jadid a Kokand all'inizio del 1918, provocando 14.000 morti. La resistenza ai bolscevichi da parte della popolazione locale (congedata come "Basmachi" o "Banditismo" dagli storici sovietici) continuò fino all'inizio degli anni '30.

### Governatori del Turkestan
Il Turkestan ebbe 21 governatori generali.

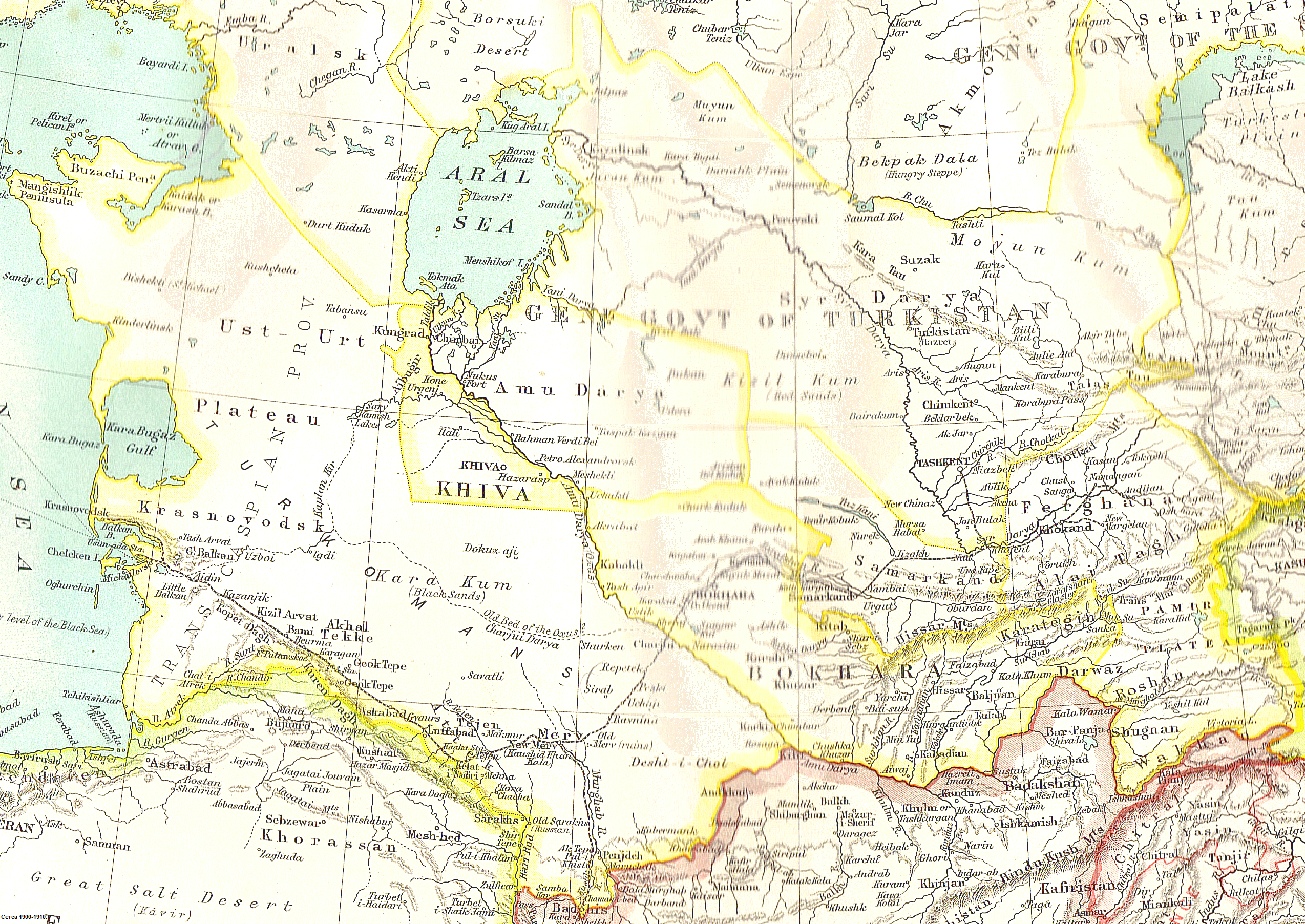
I confini dei territori imperiali russi di Kiva, Bukhara e Kokand nel periodo 1902-1903.

- 1865–1867 Mikhail Grigoryevich Chernyaev (governatore militare)
- 1866–1867 Dmitri Ilyich Romanoovskiy (governatore civile)
- 1867–1881 Konstantin Petrovich von Kaufman
- 1881–1882 Gerasim Alekseevich Kolpakovskij
- 1882-1884 Mikhail Chernyayev
- 1884-1889 Nikolai Rozenbakh
- 1889–1898 Aleksandr Borisovich Vrevsky
- 1898–1901 Sergey Mikhailovich Dukhovsky
- 1901–1904 Nikolaj Aleksandrovic Ivanov
- 1904–1905 Nikolay Nikolayevich Tevyashev
- 1905–1906 Vsevolod Victorovich Zaharov
- 1906 Dean Ivanovich Subotich
- 1906 Evgenij Osipovich Matsievsky
- 1906–1908 Nikolaj Ivanovic Grodekov
- 1908–1909 Pavel Ivanovich Mischenko
- 1909–1910 Alexander Vasilyevich Samsonov
- 1910–1911 Vasilij Ivanovic Pokotilo
- 1911–1914 Alexander Vasilyevich Samsonov (restaurato)
- 1914–1916 Fedor Vladimirovich Martson
- 1916 Mikhail Romanovich Yerofeev
- 1916–1917 Aleksey Kuropatkin

## Divisione amministrativa
Il Turkestan era diviso in cinque oblast':
- Oblast' di Fergana (Novy Margelan (Skobelev) ) (parte del Khanato di Kokand fino al 1876)
- Oblast' di Samarcanda (Samarcanda) (fino al 1886 okrug di Zeravshan, i territori orientali occupati del Khanato di Bukhara)
- Oblast' di Semireč'e (Verny) (1882-1899 parte del Governo generale delle Steppe)
- Oblast' di Syr-Darya (Tashkent)
- Oblast' della Transcapia (Askhabat) (fino al 1898 parte del Governatorato generale del Caucaso)

## Dominio sovietico

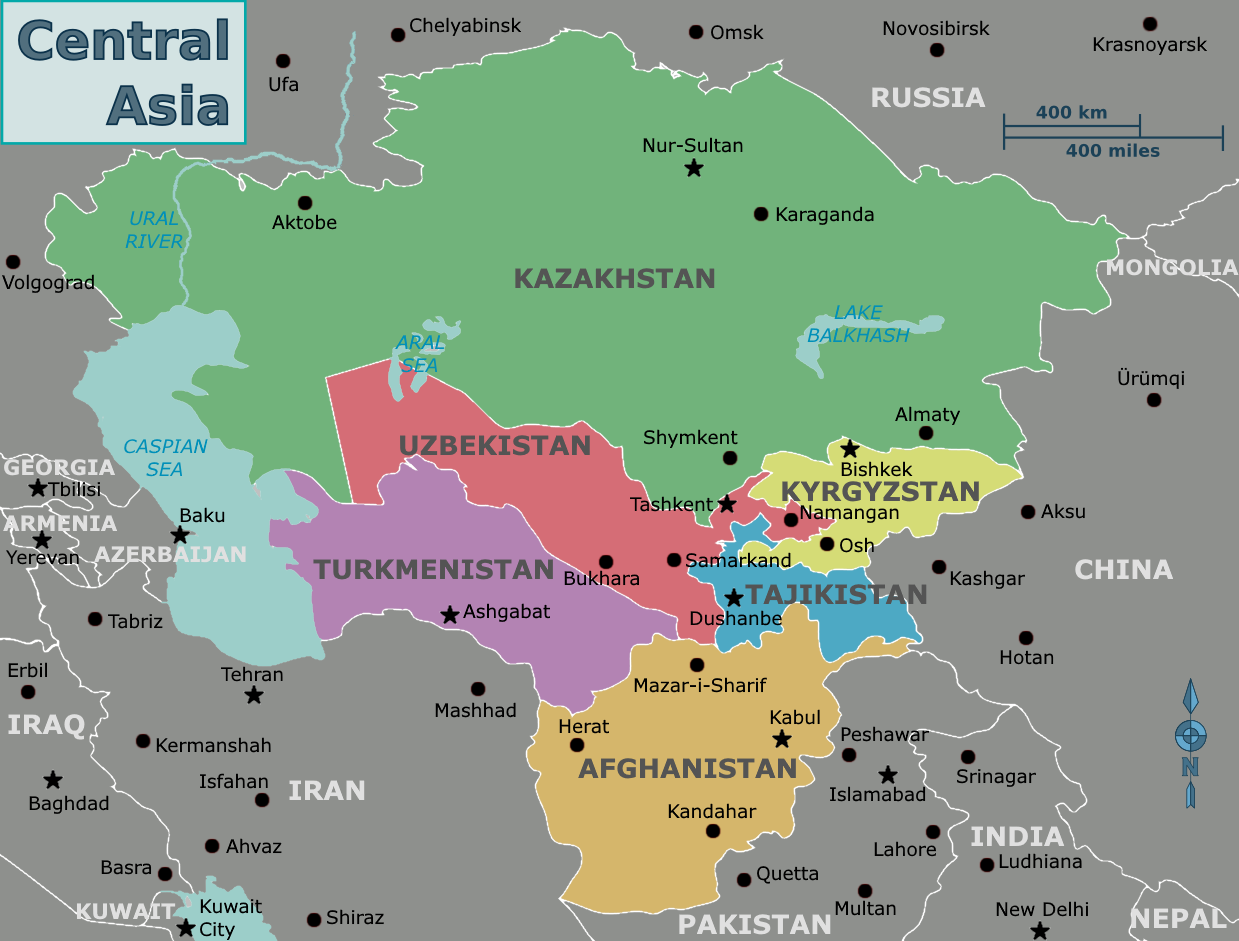
Asia centrale contemporanea

Dopo la rivoluzione russa del 1917, nell'Asia centrale sovietica fu creata una Repubblica Socialista Sovietica Autonoma del Turkestan (RSSA del Turkestan) all'interno della Repubblica Socialista Federativa Sovietica Russa (escluso l'odierno Kazakistan).
Dopo la nascita dell'Unione Sovietica fu divisa in Repubblica Socialista Sovietica Turkmena (Turkmenistan) e Repubblica Socialista Sovietica Uzbeka (Uzbekistan) nel 1924. La Repubblica Socialista Sovietica Tagika (Tagikistan) fu costituita da una parte della RSS Uzbeka nel 1929 e nel 1936 la Repubblica Socialista Sovietica Kirghisa (Kirghizistan) fu separata dalla Repubblica Socialista Sovietica Kazaka.
Dopo il crollo dell'Unione Sovietica, le seguenti repubbliche ottennero la loro indipendenza:
- Kazakistan
- Kirghizistan
- Tagikistan
- Turkmenistan
- Uzbekistan